# Сабунчи (Загатальский район)
Сабунчи (азерб. Sabunçu; цахур. Сапынджий) — цахурское село в Загатальском районе Азербайджана, расположенное в Алазанской долине. Входит в Лагичский сельсовет.

## Общие сведения
Основное население села цахуры. Население занимается сельским хозяйством, выращиванием табака, лесных орехов, растениеводством, садоводством и животноводством.